# Puebla del Prior
Puebla del Prior es un municipio español perteneciente a la provincia de Badajoz (comunidad autónoma de Extremadura).

## Situación
Está situada entre Ribera del Fresno y Hornachos: pertenece a la comarca y al Partido judicial de Villafranca de los Barros.

## Historia
A la caída del Antiguo Régimen la localidad se constituye en municipio constitucional en la región de Extremadura. Desde 1834 quedó integrado en el Partido judicial de Almendralejo. En el censo de 1842 contaba con 80 hogares y 255 vecinos.

## Demografía
Puebla del Prior cuenta con una población de 460 habitantes (INE 2024).
| Gráfica de evolución demográfica de Puebla del Prior entre 1842 y 2021                                                |
| |
| Población de derecho según los censos de población del INE. Población de hecho según los censos de población del INE. |

## Personas destacadas
- El torero Miguel Ángel Perera es su habitante más conocido.